# Куракина Дача
Кура́кина Да́ча — парк в Невском районе Санкт-Петербурга, между проспектом Обуховской Обороны, Леснозаводской улицей, улицей Бабушкина, бульваром Красных Зорь, Прямым проспектом и Ивановской улицей. На территории парка находится пруд.

## История
Парк получил название от располагавшегося здесь имения князей братьев Александра и Алексея Куракиных.
Николаевский сиротский институт
ул. Бабушкина, д. № 56, корп. 3
В Куракиной Даче находилось здание Николаевского института, построенное в конце XVIII — начале XIX века и перестроенное в 1869 году архитектором Иваном Иогансоном (Юхансоном). Первый этаж здания, имеющего статус памятника архитектуры, был каменный, второй — деревянный. 

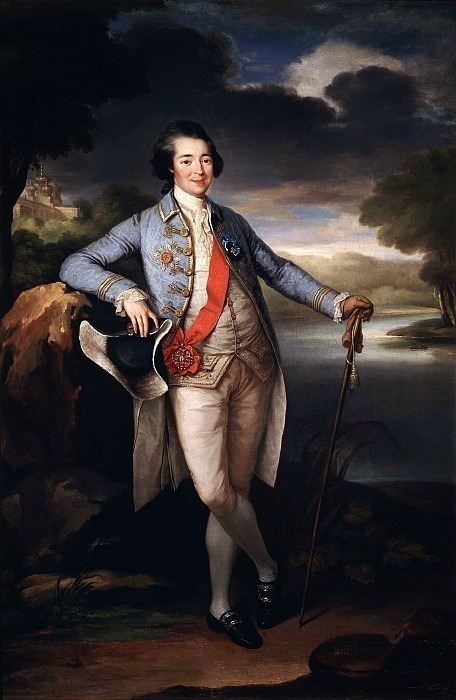
Александр Куракин

Долгое время здание было заброшено, 12 июля 2006 года оно сгорело. Через год, 24 июня 2007 года произошел еще один пожар. Весной следующего года здание было незаконно снесено, после чего заново отстроено в камне (второй этаж закрыли вагонкой) без согласования с КГИОПом. Окончание строительства было намечено на конец 2010 года. В новоделе планировалось разместить СПб ГАМУ «Детский хоспис». директором хосписа назначен протоиерей Александр Ткаченко. В реконструированном каменном здании по соседству в настоящее время расположена школа № 328.